# Jae Crowder
Corey Jae Crowder (ur. 6 lipca 1990 w Villa Rica) – amerykański koszykarz, występujący na pozycji skrzydłowego, aktualnie zawodnik Milwaukee Bucks.
W NCAA reprezentował barwy drużyny Marquette Golden Eagles. Podczas draftu 2012 został wybrany z 34. numerem przez Cleveland Cavaliers, jednak w ramach wymiany w ten sam dzień trafił do Dallas Mavericks. 18 grudnia 2014 w ramach wymiany przeszedł do Boston Celtics.
Jest synem byłego zawodnika Utah Jazz oraz San Antonio Spurs - Coreya Crowdera.
22 sierpnia 2017 trafił w wyniku wymiany do Cleveland Cavaliers. 8 lutego 2018 trafił do Utah Jazz w wyniku wymiany z udziałem trzech drużyn (Jazz, Cavaliers, Kings).
6 lipca 2019 trafił w wyniku wymiany do Memphis Grizzlies.
6 lutego 2020 został wytransferowany do Miami Heat. 28 listopada 2020 zawarł umowę z Phoenix Suns. 9 lutego 2023 trafił do Milwaukee Bucks w wyniku wymiany.

## Osiągnięcia
Stan na 13 lutego 2023, na podstawie, o ile nie zaznaczono inaczej.
NJCAA
- Mistrz NJCAA Division I (2010)
- Zawodnik roku:
  - NJCAA (NABC - 2010)[13]
  - NJCAA stanu Georgia (2009)
- Zaliczony do:
  - I składu:
    - All-America (2010)
    - turnieju NJCAA (2010)

  - II składu All-America (2009)

NCAA
- Zawodnik Roku Konferencji Big East (2012)[14]
- Zaliczony do:
  - I składu turnieju Paradise Jam (2012)
  - II składu All-American (przez AP, TSN – 2012)
  - III składu All-American (przez NABC – 2012)
- Nagrodzony tytułem East Perfect Player of the Game podczas spotkania Reese's College All-Star Game (2012)[15]
- Uczestnik meczu gwiazd NCAA – Reese's College All-Star Game (2012)

NBA
- Wicemistrz NBA (2020, 2021)
- Zaliczony do I składu ligi letniej NBA (2012)